# Ann Carr
Ann Carr Tunney (Filadélfia, 16 de janeiro de 1958) é uma ex-ginasta estadunidense, que competiu em provas de ginástica artística.
Tunney fez parte da equipe estadunidense que disputou os Jogos Pan-americanos da Cidade do México, no México. Neles, foi membro da seleção pentacampeã por equipes, ao superar as canadenses. Individualmente, subiu ao pódio ainda em quatro disputas, todas como campeã: no individual geral, superou as compatriotas Roxanne Pierce e Kolleen Casey; nos aparelhos, venceu ainda as provas das barras assimétricas, do solo e da trave de equilíbrio, saindo-se então, destaque da competição com cinco medalhas de ouro em seis disputadas. Ao longo da carreira, competiu no Mundial de Varna, na Bulgária, no qual não subiu ao pódio. Aposentada, passou a trabalhar na Escola McClure, na Filadélfia, na qual leciona como professora de Educação Física e formou um time local de ginástica.